# Truyện kể Genji
Truyện kể Genji  (源氏物語 (Nguyên Thị vật ngữ) Genji monogatari), là một trường thiên tiểu thuyết của nữ sĩ cung đình Nhật Bản có biệt danh là Murasaki Shikibu  (紫式部 (Tử Thức Bộ) Murasaki Shikibu,  978?-1016?) sống dưới trướng của thứ phi Akiko trong cung Fujitsubo, triều đại Thiên hoàng Nhất Điều (986-1011), không rõ tên thật của bà là gì. Truyện được sáng tác vào khoảng những năm 1010 thời đại Heian bằng chữ viết kana, theo thể loại monogatari (truyện) cổ điển đã có lịch sử phát triển từ 200 năm trước đó của Nhật Bản. Xoay quanh hình tượng nhân vật hoàng tử Genji trong phần chính và Kaoru, người con trai trên danh nghĩa của Genji trong phần thập thiếp cùng mối quan hệ của họ với những người phụ nữ, tác phẩm gồm 54 chương, thuộc một trong những truyện rất lớn về dung lượng, rất phức tạp về nội dung và rất quyến rũ về mặt hình thức trong lịch sử văn học thế giới. Trở thành một hiện tượng có một không hai đối với văn học nhân loại vào thời kỳ trung cổ tiền Phục Hưng: về mặt lịch sử truyện được đánh giá là tiểu thuyết theo nghĩa hiện đại đầu tiên của nhân loại, sớm hơn rất nhiều so với sự ra đời của tiểu thuyết ở châu Âu với tác phẩm Đôn Kihôtê của Miguel de Cervantes vào thế kỷ 16.

## Thông tin chung

### Thời đại

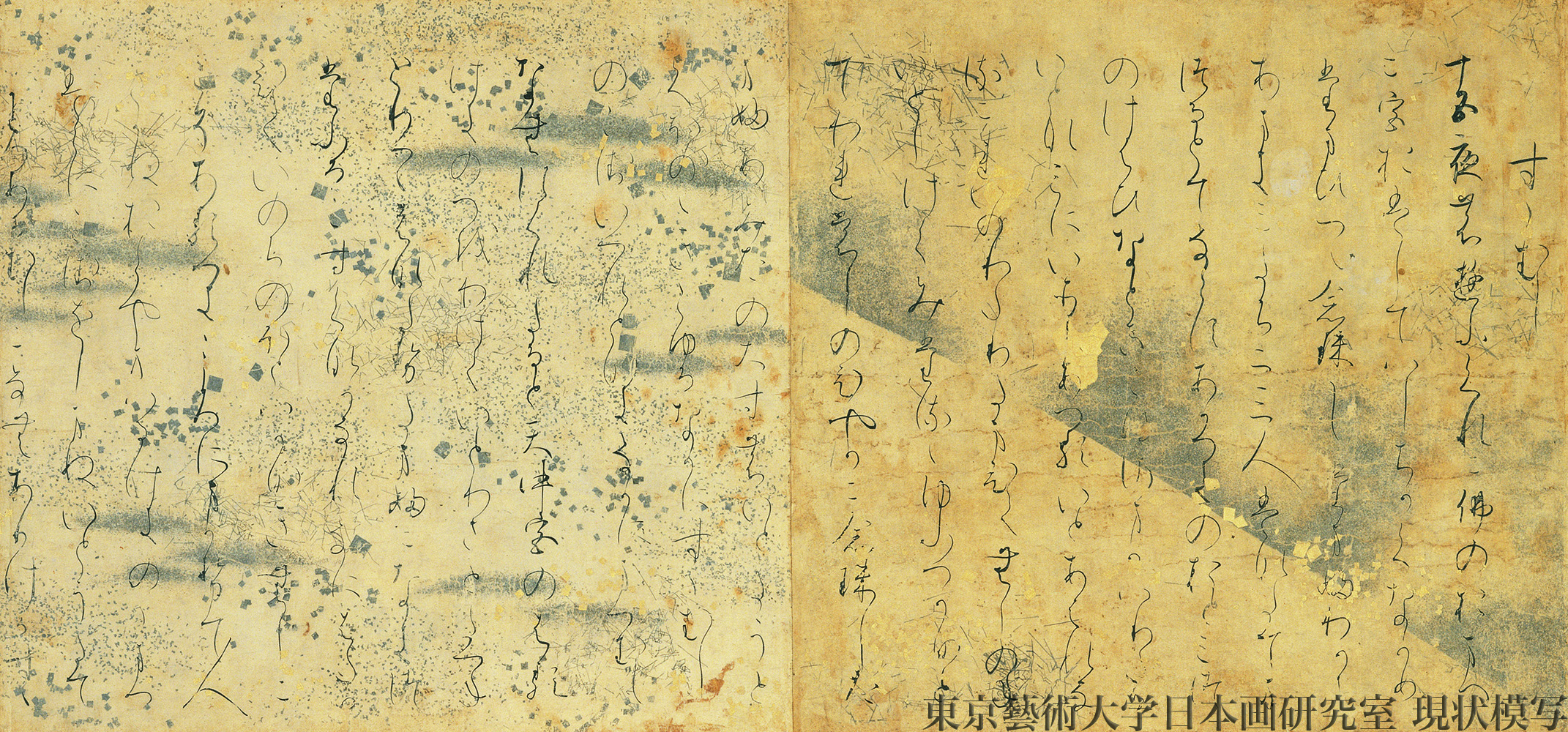
Một trang kana chép tay Truyện kể Genji từ hậu kỳ Heian, thế kỷ thứ 12

Thời Trung cổ Nhật Bản kéo dài chừng 4 thế kỷ từ khi vương triều Nhật Bản thiên đô về Heian kyo (Bình An kinh) vào năm 794, cho đến khi Mạc phủ Kamakura được thiết lập năm 1183 (chính thức vào năm 1192). Đóng vai trò chủ yếu trong nền văn học trung cổ thời Heian là quý tộc triều đình Heian quây quần chung quanh dòng họ Fujiwara (Đằng Nguyên) nắm quyền bính thời bấy giờ.
Cuối thời Nara (710-794), chính trị lâm vào chỗ bế tắc. Thiên hoàng cho thiên đô từ Nara về Heian (nay là Kyoto) nhằm xây dựng lại một trật tự chính trị và pháp độ mới, trước hết là mô phỏng Trung Quốc từ kiến trúc đô thành đến việc tiếp thu nghi thức của nhà Đường. Thơ văn chữ Hán trở thành văn học cửa công, đồng nghĩa với sinh hoạt cung đình. Tuy nhiên, từ hậu bán thế kỷ 9, khi trào lưu sáng tác bằng ngôn ngữ và các thể loại chịu ảnh hưởng từ Trung Hoa đã lắng xuống, giới quý tộc chú ý hơn đến văn học dân tộc. Một yếu tố quyết định sự phát triển của văn chương Nhật Bản đương thời là sự phát triển của chữ viết. Chữ manyogana được tạo ra từ chữ Hán trước đó đã phát triển thành hiragana và katakana, trở thành phương tiện tốt nhất cho sự biểu cảm văn tự đối với tầng lớp nữ lưu cung đình, những người vốn không mấy mặn mà với các thể loại cũng như ngôn ngữ văn chương Trung Quốc. Thời đại Heian chứng kiến sự thành công vang dội của các nhà văn, nhà thơ nữ, phần lớn trong họ thuộc tầng lớp thượng lưu và trung lưu cung đình. Sáng tác của họ thường là những ghi chép lại cuộc sống, kinh nghiệm của mình và nhất là những trải nghiệm trong chốn phồn hoa nơi đô hội. Dưới ngòi bút của nữ giới, sự nở rộ của các thể loại văn học quan trọng như nhật ký (nikki), tùy bút (zuihitsu) và tiểu thuyết (monogatari), tạo ra một nền văn học Heian trữ tình ngọt ngào nữ tính.

### Tác giả và tác phẩm
Vào triều đại Thiên hoàng Nhất Điều (986-1011) cuối thời Heian, tiểu thuyết và tùy bút đạt đỉnh cao. Nếu dưới trướng của hoàng hậu Fujiwara no Teishi (976-1000) đương thời có Sei Shonagon với Sách gối đầu  (枕草子 (Chẩm thảo tử) Makura no soshi) được coi là tùy bút đầu tiên của Nhật Bản, thì dưới trướng của thứ phi Akiko có Murasaki Shikibu với Truyện kể Genji như một ngôi sao băng sáng chói trên bầu trời văn học Nhật Bản, là tiểu thuyết tả thực, tiểu thuyết tâm lý, tiểu thuyết trữ tình theo nghĩa hiện đại đầu tiên của nhân loại ra đời trước Đôn Kihôtê của Tây Ban Nha 6 thế kỷ và Hồng Lâu Mộng của Trung Quốc tới 8 thế kỷ.

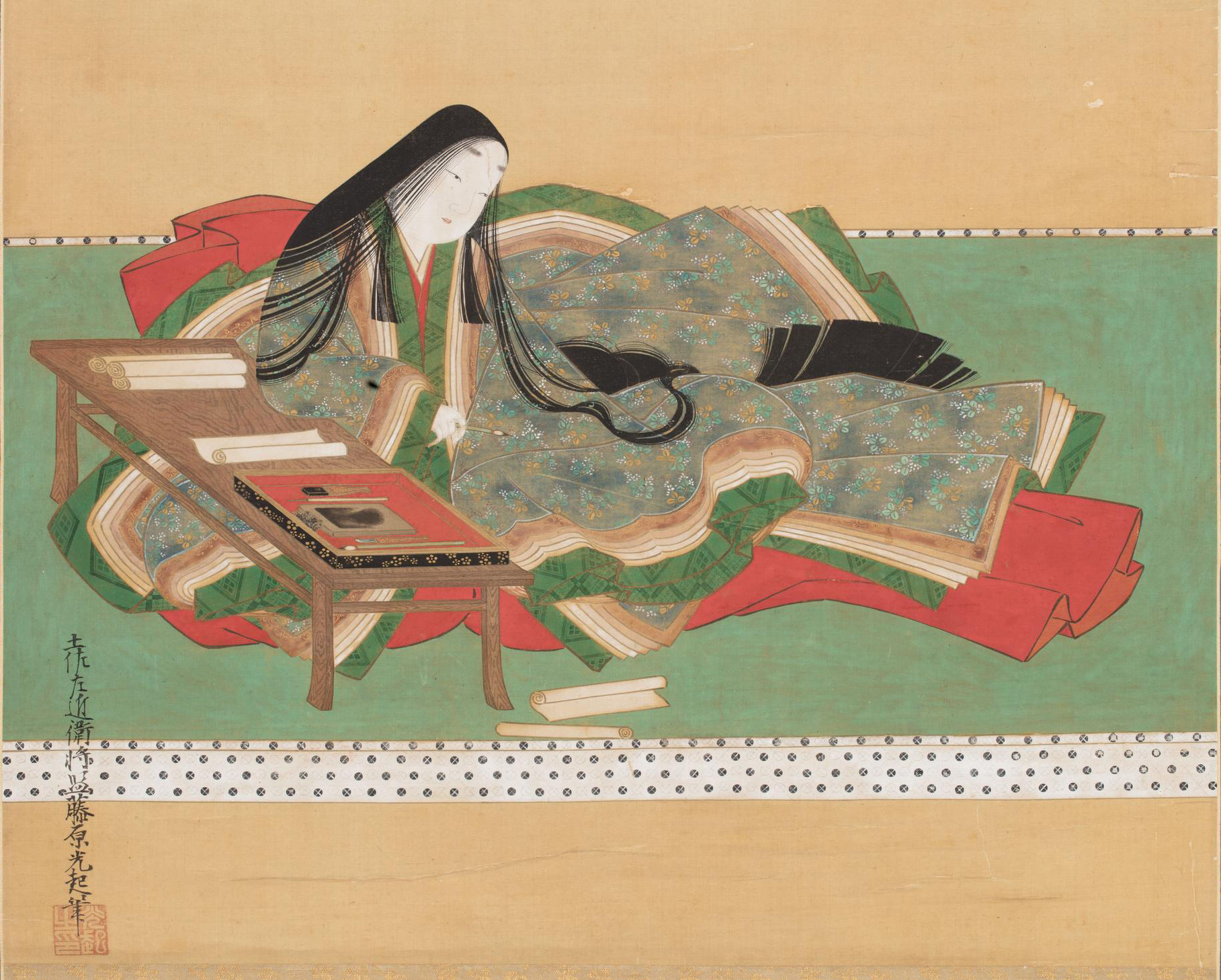
Chân dung nữ sĩ Murasaki Shikibu do Tosa Mitsuoki thủ bút

Mặc dù Truyện kể Genji bản cổ ra đời khoảng năm 1008-1010 đã mất và bản còn biết ngày nay có niên đại thuộc thời Kamakura (200 năm sau khi tác phẩm ra đời), những nghiên cứu mới nhất từ giới học giả Nhật Bản vẫn cho thấy Truyện kể Genji là công trình của một người duy nhất, Murasaki Shikibu, với sự thêm thắt ở hai thế kỷ tiếp theo, tuy chúng không đủ tầm cỡ để làm thay đổi bản gốc. Ít ra cũng có chương 44, "Dòng sông trúc", được nhiều người cho là của một người khác viết, và hai chương ngắn ngủi trước đó cũng đáng ngờ. Đi xa hơn trong phán đoán, một số học giả còn cho rằng phần "Uji thập thiếp", 10 chương cuối Truyện kể Genji, rất có thể do một người khác viết và gán quyền tác giả cho con gái bà, Daini no Sammi, tuy rằng nhiều học giả khác chống lại sự gán ghép đó với quan điểm rằng khó mà hình dung nổi có một tài năng thứ hai không được chuẩn bị đầy đủ mà lại kế tục một cách xuất sắc như thế những gì mà Murasaki Shikibu đã triển khai. Bằng chứng khi nhìn lịch sử văn học Nhật Bản hậu Murasaki Shikibu, nhiều thế kỷ về sau những truyện tình lãng mạn khác, như Truyện kể Sagoromo (Sagoromo monogatari), Tẩm giác nửa đêm (Yowa no nezame), Truyện Hamamatsu Chūnagon (Hamamatsu Chūnagon monogatari), Truyện kể Torikaebaya (Torikaebaya monogatari), so với Genji monogatari vẫn còn khá nghèo nàn.

### Tiếp nhận điển cố Trung Hoa
Tuy Truyện kể Genji được coi là một tác phẩm văn chương với đề tài và ngôn ngữ thuần Nhật nảy nở trong môi trường thời đại đang không ngừng hướng về những giá trị văn hóa truyền thống, Nghiêm Thiệu Sương, trong khi nghiên cứu thư tịch chữ Hán ở Nhật Bản, đã thống kê được trong 152 tình tiết phát triển của cốt truyện, Murasaki Shikibu vẫn dẫn dụng tới 131 đoạn văn thư tịch Trung Quốc. Điều đó chứng tỏ rằng đương thời, Hán tịch vẫn phổ biến rộng rãi tại Nhật Bản và hơn nữa, còn xâm nhập vào quan niệm văn hóa của các trí thức Nhật Bản, trở thành điểm tựa không thể thiếu trong tư duy của họ.

## Nhân vật chính
1. Hoàng hậu Akashi: cũng được gọi là "cô gái Akashi" (Akashi-hina) hay "quận chúa Akashi", là con gái của Genji với nàng Akashi. Vợ vua đương quyền vào cuối tác phẩm.
2. Phu nhân Akashi: mẹ của hoàng hậu Akashi, ở dinh Đông Bắc tại Rokujo.
3. Akikonomu: con gái của hoàng tử kế vị quá cố với nàng Rokujo, vợ của vua Reisen, chị em họ với Genji và Asagao.
4. Aoi: con quan tể tướng, vợ đầu của Genji hơn Genji 4 tuổi, là vợ sau của To no Chujo và là mẹ của Yugini.
5. Asagao hay Hoa Bìm Bìm: chị em họ với Genji, con gái người anh em của cha Genji.
6. Bonnokimi: là người hầu của Kashiwagi và về sau hầu hạ các quận chúa Uji.
7. Công chúa Hai: có hai người cùng mang biệt hiệu này: 1. con gái của vua Suzaku và vợ của Kashiwaki; 2. con gái của vua đương quyền ở cuối truyện và là vợ của Kaoru.
8. Công chúa Ba hay "công chúa San-no-miya" (Onnasan): con gái của vua Suzaku, vợ của Genji và là mẹ của Kaoru.
9. Fujitsubo: con gái của hoàng đế cũ, vợ của cha Genji và là mẹ của vua Reidei.
10. Genji, còn gọi là Hikaru Genji (Quang Nguyên Thị hay Genji sáng chói), hoàng tử.
11. Higekuro: con một quan Hữu thừa tướng, chồng người chị Murasaki và Tamakatsura, và là cậu của vua đương quyền ở cuối truyện.
12. Hataru: em trai với Genji, chồng của Makibashira.
13. Hoàng tử thứ Tám hay "hoàng thân Hachi": em trai Genji và là cha của các quận chúa Uji, Oigimi, Nakanokimi, Ukifune.
14. Hoàng tử Niou: con vua đương quyền với hoàng hậu Akashi.
15. Hyobu: hoàng thân, anh em với Fujitsubo và cha của Murasaki.
16. Kaoru: được coi là con của Genji, nhưng thực ra là con của Kashiwaki và San-no-miya.
17. Kashiwaki: con của To no Chujo và là cha của Kaoru, lấy Công chúa Hai con gái của vua Suzaku.
18. Kobai: em trai của Kashiwaki.
19. Kojiju: nữ tì hầu hạ Công chúa Ba.
20. Kokiden hay "Thái hậu Kokiden": con quan Hữu thừa tướng, vợ của vua cha Genji, là chị của Oborodukiyo và là mẹ của vua Suzaku.
21. Koremitsu: bộ hạ thân tín của Genji.
22. Kumoinokari: con gái To no Chujo, vợ của Yugiri.
23. Makibashira: coi gái Higekuro, vợ của Hotaru và Kobai.
24. Murasaki: con gái Hoàng thân Hyobu, cháu Fujitsubo, cháu gái một vị vua trước đó.
25. Nakanokimi: con gái thứ hai của Hoàng tử Tám.
26. Nàng Lốt Ve hay Utsusumi: vợ một tỉnh trưởng Iyo, là người thiếp của Genji, ở tại dinh Nijo.
27. Oborodukiyo: em gái Kokiden.
28. Oigimi: con gái của Hoàng tử Tám.
29. Omi: con gái bị thất lạc của To no Chujo.
30. Omiya: quận chúa, là bà cô và mẹ vợ của Genji.
31. Ono: ni cô, là người bảo trợ của Ukifune.
32. Phu nhân Hoa Cam hay Hana Chiru Sato: chị người thiếp của cha Genji, được ở dinh Rokujo, khu Đông Bắc.
33. Phu nhân Hoa Phấn hay "Yugao": một người phụ nữ dòng dõi thấp kém, lúc đầu là người tình của To no Chujo và sau đó quan hệ với Genji, là mẹ của Tamakatsura.
34. Phu nhân Rokujo: vợ góa của một hoàng tử kế vị quá cố cậu của Genji, là mẹ của Akikonomu.
35. Phu nhân Hoa Rum hay nàng Suetsumuhana: có dòng dõi hoàng gia nhưng bị thất thế, ở dinh Nujo.
36. Quan Tả thừa tướng: chồng quận chúa Omiya, cha của Aoi và To no Chujo.
37. Quan Hữu thừa tướng: cha của Kokiden và Oborodukiyo, ông ngoại vua Suzaku.
38. Rokumokimi: con gái Yugiri, vợ Nion.
39. Tamakatsura: con gái To no Chujo với nàng Hoa Phấn.
40. To no Chujo hay còn gọi là Chujo: em quan Tả thừa tướng và Omiya, là cha của Kashiwaki, Kobai, Kumoinokari, Tamakatsura và nàng Omi, là bạn của Genji.
41. Ukifune: con gái vợ chính thức của Hoàng tử Tám.
42. Ukon: người hầu của Ukufune.
43. Vua, gồm các vị vua và cựu hoàng: 1. vua cha Genji (chương 1); 2. vua Suzaku, anh của Genji nối ngôi cha (đầu chương 9) và thoái vị (chương 14); 3. vua Reisen, về danh nghĩa là em trai Genji nhưng thực ra là con của chàng với mẹ kế Fujitsubo, nối ngôi (chương 14) và thoái vị (chương 35); 4. một người con vua Suzaku nối ngôi (chương 35) và trị vì cho đến hết câu chuyện.
44. Yokawa: hòa thượng em của ni cô Ono.
45. Yugiri: con trai của Genji và Aoi.

## Danh sách chương hồi
| Thứ tự | Kanji    | Romaji                 | Phiên âm Hán-Việt | Tiếng Anh                 | Tiếng Việt                  |
| 1      | 桐壺     | Kiritsubo              | Đồng Hồ           | Paulownia Pavilion        | Triều đình Paulownia        |
| 2      | 帚木     | Hahakigi               | Trửu Mộc          | Broom Tree                | Cây đậu chổi                |
| 3      | 空蝉     | Utsusemi               | Không Thiền       | Cicada Shell              | Lốt ve                      |
| 4      | 夕顔     | Yūgao                  | Tịch Nhan         | Twilight Beauty           | Cây hoa phấn                |
| 5      | 若紫     | Wakamurasaki hoặc Waka | Nhược Tử          | Young Murasaki            | Hoa cỏ ngọc                 |
| 6      | 末摘花   | Suetsumuhana           | Mạt Trích Hoa     | Safflower                 | Hoa rum                     |
| 7      | 紅葉賀   | Momiji no Ga           | Hồng Diệp hạ      | Beneath the Autumn Leaves | Cuộc du ngoạn mùa thu       |
| 8      | 花宴     | Hana no En             | Hoa yến           | Under the Cherry Blossoms | Hội mừng hoa anh đào        |
| 9      | 葵       | Aoi                    | Quỳ               | Heart-to-Heart            | Cây cam quý                 |
| 10     | 榊       | Sakaki                 | Thần              | Green Branch              | Cây linh thiêng             |
| 11     | 花散里   | Hana Chiru Sato        | Hoa Tản Lý        | Falling Flowers           | Hoa cam                     |
| 12     | 須磨     | Suma                   | Tu Ma             | Suma                      | Suma                        |
| 13     | 明石     | Akashi                 | Minh Thạch        | Akashi                    | Akashi                      |
| 14     | 澪標     | Miotsukushi            | Linh Phiêu        | Pilgrimage to Sumiyoshi   | Phao trên eo biển           |
| 15     | 蓬生     | Yomogiu                | Bồng sinh         | Waste of Weeds            | Mảnh ngải tây               |
| 16     | 関屋     | Sekiya                 | Quan ốc           | At The Pass               | Cái chòi canh               |
| 17     | 絵合     | E Awase                | Hội hiệp          | Picture Contest           | Thi tranh                   |
| 18     | 松風     | Matsukaze              | Tùng phong        | Wind in the Pines         | Rặng thông gió thổi         |
| 19     | 薄雲     | Usugumo                | Bạc vân           | Wisps of Cloud            | Đám mây trôi                |
| 20     | 朝顔     | Asagao                 | Triêu Nhan        | Bluebell                  | Cây bìm bìm hoa tía         |
| 21     | 乙女     | Otome                  | Ất nữ             | Maidens                   | Cô bé                       |
| 22     | 玉鬘     | Tamakazura             | Ngọc man          | Tendril Wreath            | Chuỗi ngọc                  |
| 23     | 初音     | Hatsune                | Sơ âm             | Warbler's First Song      | Chim chích đầu xuân         |
| 24     | 胡蝶     | Kochō                  | Hồ điệp           | Butterflies               | Bướm                        |
| 25     | 螢       | Hotaru                 | Huỳnh             | Fireflies                 | Đom đóm                     |
| 26     | 常夏     | Tokonatsu              | Thường hạ         | Pink                      | Hoa cẩm chướng dại          |
| 27     | 篝火     | Kagaribi               | Câu hoả           | Cressets                  | Lửa lóe sáng                |
| 28     | 野分     | Nowaki                 | Dã phân           | Typhoon                   | Bão tố                      |
| 29     | 行幸     | Miyuki                 | Hành hạnh         | Imperial Progess          | Nhà vua du ngoạn            |
| 30     | 藤袴     | Fujibakama             | Đằng khố          | Thoroughwort Flowers      | Hoa cúc sao                 |
| 31     | 真木柱   | Makibashira            | Chân Mộc Trụ      | Handsome Pillar           | Cây trụ gỗ bách             |
| 32     | 梅が枝   | Umegae                 | Mai chi           | Plum Tree Branch          | Một cành mận                |
| 33     | 藤裏葉   | Fuji no Uraba          | Đằng lý diệp      | New Wisteria Leaves       | Nhành hoa đậu tía           |
| 34     | 若菜上   | Wakana: Jo             | Nhược thái Thượng | Spring Shoots I           | Cỏ non (phần 1)             |
| 35     | 若菜下   | Wakana: Ge             | Nhược thái Hạ     | Spring Shoots II          | Cỏ non (phần 2)             |
| 36     | 柏木     | Kashiwagi              | Bách Mộc          | Oak Tree                  | Cây sồi                     |
| 37     | 横笛     | Yokobue                | Hoành địch        | Flute                     | Cây sáo ngang               |
| 38     | 鈴虫     | Suzumushi              | Linh trùng        | Bell Cricket              | Con dế mèn                  |
| 39     | 夕霧     | Yūgiri                 | Tịch Vụ           | Evening Mist              | Sương đêm                   |
| 40     | 御法     | Minori                 | Ngự pháp          | Law                       | Luật pháp nhà chùa          |
| 41     | 幻       | Maboroshi              | Ảo                | Seer                      | Ảo tưởng                    |
| 42     | 匂宮     | Niō no Miya            | Hương cung        | Perfumed Prince           | Hoàng tử ướp hương          |
| 43     | 紅梅     | Kōbai                  | Hồng Mai          | Red Plum Blossoms         | Cây mận đỏ                  |
| 44     | 竹河     | Takekawa               | Trúc hà           | Bamboo River              | Dòng sông trúc              |
| 45     | 橋姫     | Hashihime              | Kiều cơ           | Maiden of the Bridge      | Thiếu nữ bên cầu            |
| 46     | 椎が本   | Shīgamoto              | Truỷ bản          | Beneath the Oak           | Dưới bóng cây sồi           |
| 47     | 総角     | Agemaki                | Tổng giác         | Trefoil Knots             | Nút dây                     |
| 48     | 早蕨     | Sawarabi               | Tảo quyết         | Bracken Shoots            | Dương xỉ non                |
| 49     | 宿り木   | Yadorigi               | Túc diệp          | Ivy                       | Cành nho dại                |
| 50     | 東屋     | Azumaya                | Đông ốc           | Eastern Cottage           | Phòng phía Đông             |
| 51     | 浮舟     | Ukifune                | Phù Chu           | A Drifting Boat           | Con thuyền trôi nổi         |
| 52     | 蜻蛉     | Kagerō                 | Tinh linh         | Mayfly                    | Kiếp phù du                 |
| 53     | 手習     | Te'narai               | Thủ tập           | Writing Practice          | Sách kinh                   |
| 54     | 夢の浮橋 | Yume no Ukihashi       | Mộng Phù Kiều     | Floating Bridge of Dreams | Chiếc cầu mộng mơ bồng bềnh |

## Cấu trúc tác phẩm
Cấu trúc tác phẩm gồm 2 phần bao quát thời gian kéo dài ba phần tư thế kỷ. Phần chính gồm khoảng 44 chương với 41 chương đầu tiên đề cập đến thân phận và những cuộc phiêu lưu tình ái trong cung đình của hoàng tử Genji tại kinh đô, từ chương đầu tiên với sự ra đời của chàng cho đến chương cuối khi chàng đã 52 tuổi. Ba chương sau đó, những chương đáng ngờ nhất và được coi là những chương chuyển tiếp, viết về những sự kiện xảy ra sau khi Genji đã chết. Mười chương còn lại của tác phẩm là những chương tuyệt tác được gọi bằng tên Uji thập thiếp (Uji jujo), lấy bối cảnh ngoài kinh đô là miền Uji. Các chương này tập trung viết về người con trai trên danh nghĩa của Genji tên là Kaoru và đứa cháu ngoại của Genji là hoàng tử Niou.
Tuy rõ ràng Truyện kể Genji đã bị ngắt làm hai với cái chết của Genji, nhưng trước đó trong tác phẩm cũng có một điểm ngắt quan trọng mà một số học giả về sau, căn cứ vào đó đã phân lập cấu trúc tác phẩm thành ba phần: Ba mươi ba chương đầu tập trung sự kiện trong thế kỷ 10, nói về một nhân vật hoàng tử được lý tưởng hóa, và mặc dù có thất bại nhưng sự nghiệp của chàng chủ yếu là một câu chuyện của sự thành công. Từ chương thứ 34 trở đi cho đến hết chương 41, 8 chương này cho thấy một hình ảnh hoàng tử Genji khác biệt, từ khi đã khoảng 40 tuổi cho đến khi chàng biến mất khỏi sân khấu một cách đột ngột. Sau khi hư cấu lãng mạn đã tạm đủ, Murasaki Shikibu như muốn nói rằng bà đang từ bỏ tuổi trẻ lại phía sau, rằng điều buồn bã nhất là thực tế. Bóng tối từ đây đã bao trùm lên cuộc sống của Genji, khiến cho câu chuyện kém bay bổng hơn nhưng thân mật hơn, và việc xây dựng nhân vật trở nên tinh tế hơn so với đoạn đầu. Sau 3 chương chuyển tiếp đến các chương Uji, cốt truyện đã đi theo hướng phát triển tính chất bi quan, không gian chuyển từ thủ đô tới làng Uji và tính cách cũng như hành động nhân vật trở nên loãng và yếu hơn.

## Nội dung tóm tắt

### Phần chính

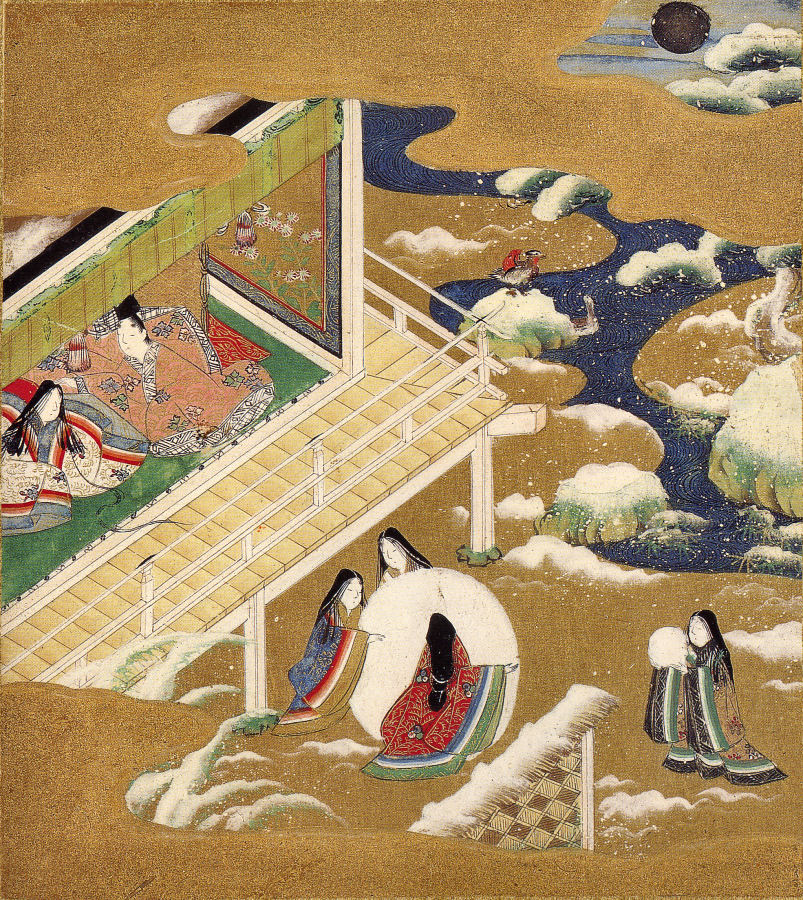
Tranh minh họa chương 20, Asagao, của Truyện kể Genji

Truyện bắt đầu từ sự sủng ái của hoàng đế với một cung phi xinh đẹp, nàng Kiritsubo, một phụ nữ không xuất thân từ tầng lớp thượng lưu. Kết quả của tình yêu giữa nàng với hoàng đế là đứa con trai được đặt tên Genji.
Cậu bé Genji, được tất cả mọi người yêu thương, kể cả những người trước kia ghen ghét mẹ cậu, bởi cậu rất khôi ngô, thông minh, tài ba và có sức quyến rũ lạ thường. Vì quá yêu con trai, không muốn con sa vào vòng thăng trầm của vận mệnh, vua cha đã quyết định không nhường ngôi cho chàng mà để chàng sống một cuộc sống tự do như những người bình thường.
Khi Genji 12 tuổi, theo lệnh của triều đình, chàng làm lễ trưởng thành và lấy cô gái con tể tướng, tên là Aoi, hơn chàng 4 tuổi làm vợ. Nhưng cũng từ đây cuộc đời của chàng là hành trình không mệt mỏi trong nhu cầu "hầu hạ" những người đàn bà mang lại cho chàng khoái cảm và bỏ rơi vợ. Xúc cảm tình yêu đầu tiên của chàng lại với chính người mẹ kế Fujitsubo, người thiếp của vua cha. Nàng rất trẻ và xinh đẹp nhưng với Genji đó là một người không thể với tới. Sau đó chàng tình cờ làm quen nàng Utsusemi, vợ của một viên quan cấp tỉnh. Nhưng mọi nỗ lực của Genji đều bị tan vỡ trước sự cứng rắn và khéo léo của Utsusemi. Genji đã từng lẻn đến giường Utsusemi nhưng nàng chạy thoát và để con gái mình là Nokia-no-ogi thay thế.
Trong năm này Genji cũng đã trải qua cú sốc đầu tiên trong đời do chuyện tình ái. Chàng yêu Yuugao, người tình của người bạn tên là Chujo, và tận hưởng mối tình tại một căn nhà nhỏ nghèo nàn bên rìa thành phố. Tại đây, Rokujo, một cung phi 27 tuổi bị chàng bỏ rơi đã thể hiện lòng ghen tuông dữ dội, dẫn tới cái chết của nàng Yuugao. Genji cũng suy sụp tinh thần nặng nề. Trong cố gắng thoát khỏi bùa mê của Rokujo, chàng gặp một pháp sư nổi tiếng trên đất Trung Quốc và tại đây chàng tìm thấy một người con gái sau này đã trở thành tình yêu lâu bền và sâu sắc nhất cuộc đời chàng: cô bé Murasaki, tuy mới 10 tuổi, nhưng có một nhan sắc tuyệt mĩ và giống Fujitsubo như đúc, làm sống dậy trong lòng chàng mối tình vụng trộm đầu tiên với Fujitsubo. Khi trở về thủ đô cùng Murasaki, chàng đã quay lại với Fujitsubo khi biết nàng không còn ở bên quốc vương, cha của chàng nữa. Mối tình vụng trộm để lại hậu quả: Fujitsubo sinh một đứa con giống hệt Genji. Sau này đứa con trai đó lên ngôi với cái tên Reisen.
Suốt những năm sau, Genji tiếp tục quan hệ với nhiều phụ nữ khác nhau; họ đều được hưởng thiện cảm lớn lao và ít nhiều bền lâu của chàng. Đó là Sue-tsumu-hona, cô gái hay ngượng ngùng và khiêm nhường, có chút nhược điểm về ngoại hình; Genji-no-naishi, người đàn bà quý phái đã cao tuổi có cặp lông mày trắng thôi miên người khác phái; Hanna-chiru-haso, một phụ nữ trầm tính, thiếu say đắm nhưng lại dễ chịu như một người bạn gái.
Khi Genji ngoài 20 tuổi, vua cha thoái vị nhường ngôi cho người con cả và Genji trở thành thái tử. Tại buổi lễ tấn phong công chúa San-no-miya làm tư tế một ngôi đền Thần đạo, tác giả mô tả cho chúng ta thấy sự xung đột giữa hai địch thủ: người vợ được luật pháp thừa nhận của Genji là nàng Aoi tuyệt sắc với người tình cũ Rokujo. Kết quả của cuộc đánh ghen ấy là sự đày đọa của dòng họ khiến Aoi phải đi đến cái chết, để lại đứa con trai của nàng với Genji tên là Yugiki. Genji cuối cùng đã đoán ra rằng Rokujo si tình là nguyên nhân cái chết bi thảm của cả Yugao và Aoi nên ra mặt lạnh nhạt. Rokujo cũng đoạn tuyệt với Genji để trở về tỉnh Ise, đồng thời gửi gắm con gái Akiyoshi cho Genji chăm sóc. Akiyoshi sau này đã trở thành nữ hoàng đệ nhị. Một thời gian ngắn sau khi Aoi chết, Genji đã chia sẻ tình cảm với Murasaki, vào lúc chàng 22 tuổi và Murasaki mới 15 tuổi. Tuy nhiên, dù rất yêu Murasaki, Genji cũng không thể lấy nàng vì nàng không thuộc tầng lớp đại quý tộc. Murasaki trở thành người vợ không chính thức, nhưng có ảnh hưởng sâu sắc đến chàng trong suốt những năm tháng về sau.
Vua cha từ trần, Genji lâm vào hoàn cảnh khó khăn do triều đình rơi vào tay dòng họ thù địch của mẹ tân quốc vương, thái hậu Kokiden. Trong những năm tháng ấy Genji bất ngờ làm quen với nàng Oborotsuki của dòng họ này, nhưng do những người thân của nàng luôn muốn nàng được đương kim quốc vương sủng ái nên đã đày Genji ra Tsuma. Genji bị lưu đày ở đây từ năm 26 đến năm 27 tuổi và cũng trong thời gian này, Akashi, con gái một vị tu sĩ, trở thành người tình của chàng.
Trong thời gian lưu đày, tại hoàng cung nhiều biến cố nghiêm trọng xảy ra dẫn tới cái chết của người đứng đầu dòng họ thù địch và mọi người giải thích do bắt Genji đi đày nên các thần linh trừng phạt. Genji lại được hồi cung trong trang trọng và danh dự. Hoàng đế Tsuraku thoái vị nhường ngôi cho Reisen, người được cho là con trai của Genji. Từ đây Genji bắt đầu có vị trí và quyền lực quan trọng trong giới quý tộc. Cũng trong những năm này, Akashi sinh con gái đặt tên là Akashi-hina, sau đó nàng trao con cho Genji nuôi dưỡng rồi bỏ vào núi.
Genji xây cho mình một cung điện mới tráng lệ ở kinh đô, đặt tên là Rokujo-in và đưa tất cả những người phụ nữ thân thiết của chàng đến vui vầy. Trong những năm này có lúc chàng còn ngẫu nhiên gặp lại tình yêu thời trẻ, nàng Utsusemi, trong một chuyến du ngoạn và họ trao cho nhau những bài thơ tashi. Nàng Utsusemi sau đó cắt tóc đi tu và rời khỏi thế giới trần tục.
Tại cung điện Rokujo-in, ngày nối ngày luân phiên như những ngày hội huy hoàng và vinh quang của Genji đã đạt tột đỉnh. Nhưng số phận bắt đầu rình rập chàng, những năm tháng cuối đời của chàng trôi qua trong sầu muộn, hạnh phúc lung lay, những tai họa ập đến nối tiếp nhau với ba biến cố chính: sự kiện thứ nhất là những câu chuyện xúc động quanh cô gái Tamakatsura, đó là đứa con của người tình cũ Yugao (đã chết trong vòng tay Genji vì sự ghen tuông của Rokujo) với bạn Genji là chàng Chujo. Tamakatsura là một cô gái cực kỳ sâu sắc và quyến rũ khiến Genji rất có cảm tình, và Genji đã vô cùng sầu não khi quanh Tamakatsura luôn rập rình những chàng trai kiệt xuất. Sự kiện thứ hai gây chấn động mạnh đến Genji đó là việc khám phá bí mật: vị hoàng đế Reisen chính là con trai ruột của chàng. Reisen sau khi biết chuyện đã phong cho Genji chức vụ cao nhất của quốc gia và lệnh cho tất cả phải tỏ lòng tôn kính với Genji như cha của hoàng đế. Điều này khiến mặc cảm phản bội vua cha hồi trẻ khi ngoại tình với người thiếp Fujitsubo của cha trở thành nỗi ám ảnh Genji khi về già. Sự kiện thứ ba hoàn toàn giết chết Genji. Nàng San-no-miya (Onnasan), con gái yêu của vị cựu hoàng Suzaku gửi gắm Genji nuôi nấng và bảo vệ, đã khiến Genji nảy nở mối tình sâu nặng cuối cùng lúc tuổi đã xế chiều. Tình yêu được thử thách từ lâu với nàng Murasaki bị nghiêng ngả và Murasaki qua đời trong tuyệt vọng vì bị bội bạc, để lại niềm tiếc thương vô hạn cho cả Genji và chàng thanh niên Yugiri, con của Genji với người vợ đầu Aoi. Còn San-no-miya ngây thơ và thùy mị tuy bề ngoài vẫn ngoan ngoãn với Genji chồng nàng, nhưng trái tim của nàng lại thuộc về một người trai trẻ quý tộc Kashiwaki con của Chujo, bạn thân và cũng là tình địch trong tình yêu của Genji. San-no-miya và Kashiwaki thực sự đã hưởng hạnh phúc trọn vẹn ngay chính trong ngôi nhà của Genji. Kết quả nàng San-no-miya sinh một đứa con giống hệt Kashiwaki và đặt tên là Kaoru. Nhân vật Kaoru cuối cùng bổ sung cho cuốn tiểu thuyết đã đẩy số phận Genji đến sự định đoạt có tính nhân quả: gieo gió ắt gặt bão, nghiệp chướng đã nói lời của mình.

### Uji thập thiếp

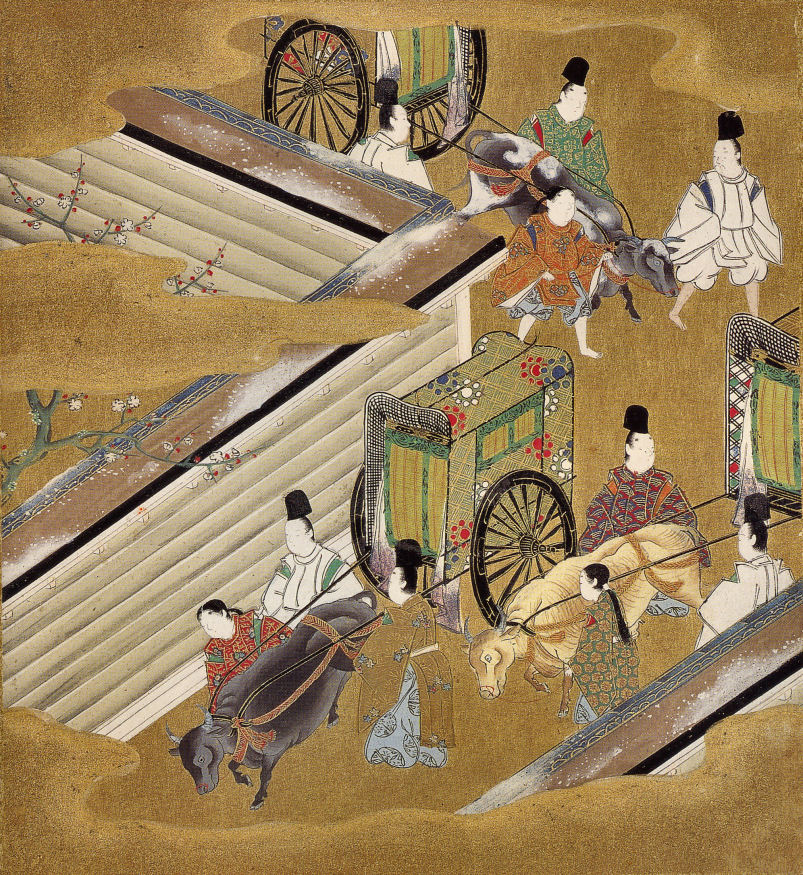
Tranh minh họa chương 42, Niyomiya, của truyện

Phần hai của tác phẩm mở đầu bằng câu: "Genji đã chết, và không ai có thể thay thế được chàng", nhưng tác phẩm vẫn tiếp tục bám theo số phận các nhân vật còn sống, tập trung vào quan hệ tay ba giữa Kaoru, hoàng tử Niou cháu trai Genji, và cô gái xinh đẹp Ukifune. Tóm tắt của phần này như sau:
Hoàng thân Hachi em trai của Genji có hai cô con gái, Oigimi và Nakanokimi. Sau khi cung điện bị cháy, Hachi phải đưa gia đình chuyển về trang trại ở Uji sống. Hoàng tử Kaoru, trên danh nghĩa là con của Genji và San-no-miya, nhưng thực chất là con của Kashiwaki và San-no-miya, đến Uji theo học kinh Phật với hoàng thân. Mấy năm sau hoàng thân mất, Niou, cháu ngoại của Genji mới 14 tuổi, say mê cô em Nakanokimi và nhờ Kaoru làm mối. Còn Kaoru lại muốn cưới cô chị Oigimi. Nhưng Oigimi muốn Kaoru lấy cô em gái nàng nên đã tìm cách đẩy Kaoru đến giường của cô em.
Oigimi lâm trọng bệnh chết, hai chàng trai thu xếp cho Nakanokimi về kinh đô. Có một cô gái giống Oigimi đến tìm gặp Nakanokimi. Đây là đứa con hoang của hoàng thân Hachi tên là Ukifune (Phù Châu, tức con thuyền trôi nổi), đang được quan tổng trấn ở Hitachi nuôi dưỡng. Khi Ukifune ghé lại Uji trong chuyến đi viếng mộ cha, nàng đã gặp Kaoru, và Kaoru ngỡ tưởng Oigimi tái thế, do hai nàng giống nhau như đúc và đều xinh đẹp, tài hoa. Để tránh hoàn cảnh khó chịu ở nhà cha nuôi, Ukifune phải tìm đến chỗ Nakanokimi trú tạm và tại đây nàng lại gặp Niou. Với sự giúp đỡ của Kaoru, mẹ Ukifune thu xếp cho nàng về Uji. Kaoru đã có những ngày gần gũi bên Ukifune khi dạy nàng học đàn. Thật trớ trêu khi cả Kaoru và Niou đều yêu mê mệt Ukifune, còn Ukifune ban đầu yêu Kaoru, nhưng sau đó lại bị cuốn vào mối tình cháy rực của chàng trai trẻ Niou. Cuối cùng, hầu như quẫn trí khi đối diện với sự lựa chọn, cân nhắc khó khăn trong tình cảm, Ukifune đã bỏ trốn và trầm mình xuống dòng sông ở Uji. Một gia đình tăng ni đã cứu nàng, đưa nàng về Ono và nàng đã xuống tóc quy y.
Trong niềm thương nhớ Ukifune vô hạn, Kaoru đã nhận đứa em trai nàng (cùng cha khác mẹ) làm tiểu đồng. Khi biết Ukifune chưa chết mà đang ẩn tu, chàng đã đem theo cậu tiểu đồng đi tìm nàng. Đứa em trai cầm thư của Kaoru xin gặp người chị yêu, nhưng cậu vô cùng đau khổ khi Ukifune không ra gặp, ở sau bức màn lạnh lùng trả lại thư. Chàng sứ giả lủi thủi ra về. Câu chuyện dừng lại ở đây, khi con thuyền trôi nổi Ukifune đã ở bên kia bờ thế tục.
Việc tóm tắt tác phẩm như trên là rất sơ sài, do nội dung truyện hết sức phức tạp với khoảng 400 nhân vật, trong đó tập hợp nhiều bối cảnh khác nhau và có tới trên 30 nhân vật chính.

## Những luận điểm chính

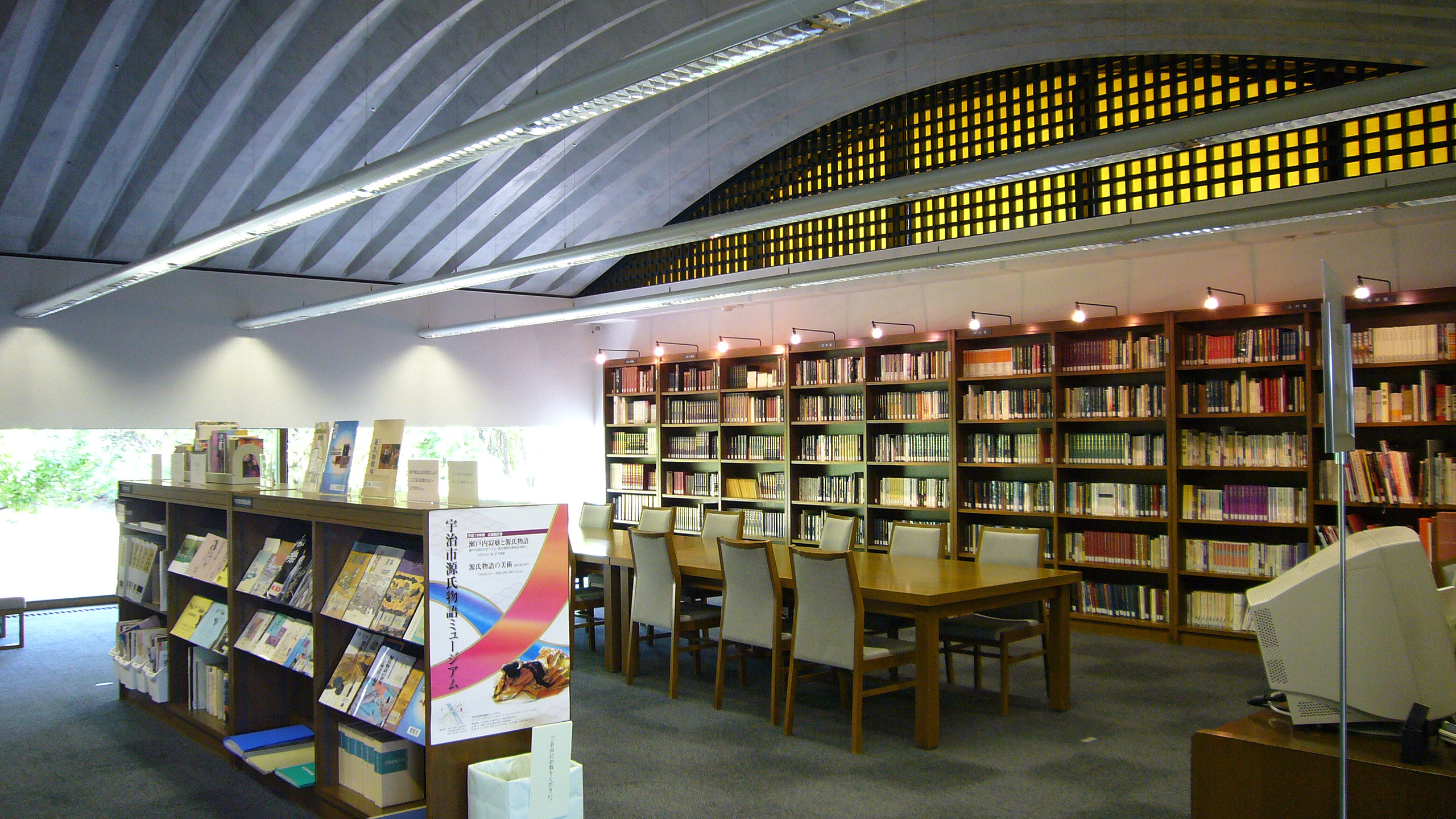
Tư liệu, công trình nghiên cứu và những tác phẩm nghệ thuật dựa trên cảm hứng từ Truyện kể Genji, trong gian trưng bày của Bảo tàng Genji monogatari tại Uji

Igarashi, một nhà viết sử hiện đại của văn hóa Nhật Bản đã hướng độc giả vào một vài lời nhận định trong Truyện kể Genji, ở một mức độ nào đó những điểm này giống như những tuyên ngôn nhân danh tác giả và từ đó truyền đạt lại chính xác quan điểm của Murasaki Shikibu về bản chất của tiểu thuyết nói chung và nguồn tài liệu làm cơ sở cho chủ đề của tác phẩm. Nói cụ thể hơn, các luận điểm trên xác định ba tọa độ: thể loại của tác phẩm là tiểu thuyết hiện thực, phong cách tác phẩm là wabun (和文, Hòa văn, văn Nhật thuần túy từ thể tài cho đến ngôn ngữ, khác biệt với 漢文, kambun, Hán văn), và đề tài là bạn tình và những người phụ nữ thời Heian.

### Thể loại
Tại chương 15 nêu lên đại ý rằng những truyện (monogatari) do chúng tôi ghi chép, tất cả diễn ra trên Trái Đất, bắt đầu từ chính kỷ nguyên của các thần linh. "Biên niên sử Nhật Bản" (Nihongi) đề cập đến một mặt của sự vật, còn trong các "truyện" thì chứa đựng đủ mọi chi tiết. Murasaki Shikibu đặt những lời này vào miệng nhân vật chính của mình, dám thể hiện một tư tưởng hết sức dũng cảm, về bản chất là rất mới so với thời đại mà sử ký đang được tôn vinh và phát triển cực thịnh bấy giờ trong văn xuôi Trung Hoa cũng như Nhật Bản: tư tưởng ấy xác lập thể loại văn học tự sự bên cạnh thể loại trần thuật lịch sử mà đặc tính chung của chúng là đều kể về quá khứ. Tư tưởng đó còn mạo hiểm cho rằng tiểu thuyết đứng trên và cao hơn lịch sử. Có lẽ trước Murasaki chưa ai dám phát biểu rằng, những cuốn biên niên sử nổi tiếng của Nhật Bản như Nihongi (Nhật Bản kỷ, 720) và Kojiki (Cổ sự ký, 712) là thấp hơn tiểu thuyết, mang tính phiến diện vì không truyền đạt lại đầy đủ nội dung của quá khứ.

### Phong cách
Chương 32 của tác phẩm kết thúc bằng những lời sau: Thế giới của chúng ta đã bị thu nhỏ lại. Nó về mọi mặt đều phải nhường bước cho cái cổ xưa. Thế kỷ của chúng ta quả là chưa có cái gì sánh được với chữ kana. Những chữ viết cổ dường như là chuẩn và sáng rõ, nhưng toàn bộ thực chất của cõi lòng thì không thể chứa đựng được. Tuyên bố này chỉ ra cho ta biết rằng ngôn ngữ Nhật Bản, ngôn ngữ thuần túy của bộ tộc Yamato thời đại Heian chưa bị Hán hóa một cách nặng nề hoặc mới chỉ tiếp nhận ngôn ngữ Hán ở mức độ tối thiểu. Ngôn ngữ Nhật Bản giữa thế kỷ 10-11 đã đạt đến sự phát triển của mình khác hẳn ngôn ngữ còn lại bây giờ. Thêm vào đó, nó chỉ ra rằng loại ngôn ngữ đã phát triển này là phương tiện biểu đạt tuyệt vời của văn học: trở thành công cụ và chất liệu hoàn hảo cho nghệ thuật ngôn từ. Điều này hiển hiện rõ rệt qua ngôn ngữ sử dụng trong Truyện kể Genji, là kiểu mẫu của ngôn ngữ Nhật Bản hoàn thiện trong thời kỳ cổ điển và bằng bàn tay Murasaki ngôn ngữ đó trở thành phương tiện tuyệt vời để truyền đạt tất cả các trạng thái. Về phương diện này tác phẩm dường như đứng trên đỉnh dốc: trước nó là sự lên dốc và sau nó là sự tụt dốc, wabun trong Truyện kể Genji đạt đến sự phát triển tột đỉnh của mình và sau nó là sự suy thoái của ngôn ngữ thuần Nhật nhường chỗ cho sự ứng dụng ngày càng sâu sắc của chữ Hán.

### Chủ đề
Tại chương 25 đề cập đến một vấn đề hoàn toàn khác trong phát ngôn: Đúng! Người phụ nữ sinh ra trên thế gian chỉ để cho bọn đàn ông lừa bịp. Cần phải hiểu nhận định ấy như thế nào? Ở phương diện tác giả là một người phụ nữ; phải chăng người phụ nữ cảm nhận được lẽ công bằng hơn trong lời tuyên bố này; kết quả của sự quan sát xung quanh tác giả với những bối cảnh gần gũi; hay đó là đặc tính cơ bản của thời đại? N.I. Konrad đã suy đoán đúng hơn cả có lẽ là giả thiết sau cùng, tính chính xác và tính lịch sử của nó liên quan đến quan điểm chung của tác giả về chủ đề của tiểu thuyết.
Murasaki Shikibu là một người phụ nữ Heian điển hình nhưng chưa hẳn là đối với bà có thể ứng dụng câu châm ngôn trên một cách đầy đủ: bà đã quá nghiêm túc và sâu sắc để suốt đời chống lại một cách khó khăn việc trở thành một thứ đồ chơi cho đàn ông, và thở phào nhẹ nhõm khi cho người khác nói ra nhận định đó.
Cũng không nghi ngờ gì về hoàn cảnh xung quanh đã trở thành nguyên cớ khiến Murasaki Shikibu đưa ra kết luận trên, trong cuốn tiểu thuyết khắc họa không chỉ môi trường thân thuộc của bà mà còn cả cuộc sống của thời kỳ Heian nói chung, và chọn ra từ sinh hoạt của giới quý tộc các nét tiêu biểu nhất: tình yêu, quan hệ qua lại giữa đàn ông và đàn bà. Đây chính là đề tài tiêu biểu đối với toàn bộ văn học tự sự của giai đoạn tiền-Genji monogatari và sau đó, bắt đầu từ tác phẩm đầu tiên theo tuyến này là Ise Monogatari, mà nhân vật đàn bà cùng người bạn trai hâm mộ nàng luôn hiện diện trong các trang monotagari, và tiếp nối với Kokinshū (Cổ kim tập) phản ánh xuất sắc quan hệ nam-nữ trong những bài tanka mẫu mực mà đề tài tình yêu, trực tiếp hay gián tiếp, chiếm hơn một nửa tổng số các bài thơ của thi tuyển. Rõ ràng, giới quý tộc thời Heian, điển hình cho sự ăn không ngồi rồi đến mức bão hòa đầy nhục dục trong sự thanh bình và phồn vinh của đất nước, thì người phụ nữ tất nhiên đóng vai trò hàng đầu. Mối quan hệ qua lại giữa những người đàn ông và những người đàn bà trở thành trung tâm của toàn bộ cuộc sống sung sướng, an nhàn và phong lưu của thời đại.

## Giá trị khác của tác phẩm

### Hệ thống đề tài

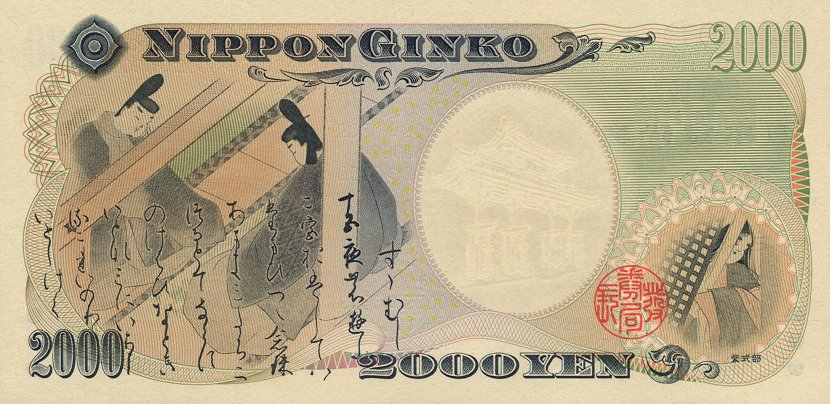
Đồng 2000 Yên với minh họa truyện kể Genji bên trái và chân dung nữ sĩ Murasaki Shikibu bên phải

Tuy vậy, ý nghĩa đích thực của Truyện kể Genji vẫn khiến các học giả tranh cãi, người thì cho rằng tác phẩm có thể được hiểu như một sự truyền bá ngấm ngầm đạo Phật qua tư tưởng về nghiệp quả (karma); số khác lại thừa nhận Genji là một tác phẩm viết với mục đích giáo huấn; một số đánh giá truyện không hơn gì ý nghĩa là tiểu thuyết vô luân thậm chí là văn học khiêu dâm. Bên cạnh đó, nhiều người bám vào chủ đề chính của tác phẩm là quan hệ của những người đàn ông và những người đàn bà; nhưng cũng có ý kiến cho rằng có thể coi tác phẩm là một biên niên sử trá hình; và cuối cùng, một số nhà nghiên cứu xoay quanh nhận định rằng tác phẩm chuyên làm sáng tỏ nguyên tắc mono no aware (bi cảm) của mỹ học truyền thống Nhật Bản.

### Nghệ thuật tự sự
Nhưng nếu tính đa nghĩa là thứ thu hút nhiều thế hệ độc giả Nhật Bản, thì cốt truyện lại khiến tác phẩm có thể được đọc như một tiểu sử nhân vật: Genji sinh ra, lớn lên, những mối tình, cuộc lưu đày, sự hiển đạt, tuổi già và cái chết. Sự nối liền thân phận của Genji và con trai Kaoru cũng phản ánh được nhận thức về tính hiện thực của dòng chảy thời gian, thể hiện được lòng trung thành của tác giả với những nguyên tắc của lịch sử. Nhân vật chết nhưng cuộc sống không ngừng lại và Murasaki vẫn tiếp tục ghi lại sự tiếp diễn của nó. Bằng tác phẩm mang hơi thở trữ tình ngọt ngào nữ tính của thời đại, lần đầu tiên trong lịch sử văn học Nhật Bản, Murasaki đã khẳng định kiểu mẫu sáng chói và thuần túy nhất của nghệ thuật tiểu thuyết đích thực, hơn nữa, tác giả đã đặt tiểu thuyết tự sự ngang hàng và thậm chí cao hơn sử học: tiểu thuyết kể về tất cả, đụng chạm tới từng chi tiết, chuyển tải cái đã qua với toàn bộ sự trọn vẹn của nó. Nó không đơn thuần tuân thủ những nguyên tắc và nhiệm vụ của sử học, điều mà trước thời của Murasaki, được viết bởi các nhà biên sử qua Cổ sự ký hay Nhật Bản thư kỷ, nó còn sinh động hơn sử ký rất nhiều trong việc tái họa quá khứ cũng như những hư cấu lịch sử bởi khả năng vô hạn khắc họa tính cách và hành động của nhân vật, nói khác đi là một lịch sử đã được tái tạo nghệ thuật. Chính nguyên tắc dung hợp giữa tự sự và trữ tình, thực sự là một đột phá so với thời đại, đã tạo cho tác phẩm một chiều sâu cảm hứng đối với các văn sĩ hậu Murasaki, đem đến nhiều nhận thức khác nhau về ý nghĩa tác phẩm trong giới nghiên cứu văn học sử hiện đại.

## Ảnh hưởng
Là một sáng tác đỉnh cao của văn xuôi Nhật Bản mọi thời đại, Truyện kể Genji có vị trí đặc biệt trong văn học thời kỳ Heian nói riêng và dòng chảy văn học Nhật Bản nói chung. Trước Truyện kể Genji, không có truyện nào có thể sánh bằng, mà văn học về sau đều chịu ảnh hưởng nhất định từ tác phẩm này. Kể từ khi xuất hiện Genji monogatari, văn học Nhật Bản bao giờ cũng hướng đến với nó và đã có nhiều tác phẩm bắt chước. Có thể tìm thấy sự ảnh hưởng đó trong trường hợp của các tiểu thuyết lịch sử như Truyện tướng Sagoromo (Sagoromo monogatari) miêu tả chuyện tình ái của võ quan Sagoromo Taishō; Truyện vinh hoa (Eiga monogatari) nói về dòng họ Fujiwara no Michinaga; tiểu thuyết Một đời trai đắm sắc (Kōshoku ichidai Otoko) của Ihara Saikaku (1642-1693); Genji giả, Murasaki ruộng (Nise Murasaki Inaka Genji) của Ryūtei Tanehiko (1783-1842) mô phỏng Truyện kể Genji với những nhân vật đóng vai quê mùa v.v. Ngay cả các nhà văn cận kim và hiện kim hàng đầu như Higuchi Ichiyo (1872-1896), Akutagawa Ryūnosuke (1892-1927), Tanizaki Jun'ichirō (1886-1965) đều ái mộ ngữ vựng, cách diễn tả và đề tài của Genji, đem nó vào tác phẩm của mình.
Văn hào Nhật Bản đầu tiên nhận giải Nobel Văn học Kawabata Yasunari (1899-1972) là người chịu ảnh hưởng sâu sắc niềm bi cảm aware của Truyện kể Genji, trở thành một phần của hệ thống mỹ học thực hành. Kawabata Yasunari và biểu hiện rõ rệt trong nhiều sáng tác của ông. Trong Diễn từ Nobel mang tên Sinh ra từ vẻ đẹp Nhật Bản (Utsukushi Nihon no watakushi, 1968) Kawabata đã viết: ...vào thế kỷ thứ X xuất hiện một tác phẩm tuyệt vời và mang tinh thần hiện đại như vậy là một điều kì diệu của cả thế giới. Thuở nhỏ tôi không giỏi tiếng Nhật cổ lắm, nhưng dù sao tôi cũng đã đọc văn học Heian, và tôi rất thích tác phẩm này.
Những sáng tác từ hậu kỳ Heian cho tới ngày nay trong đủ các thể loại văn học và sân khấu như thi ca (các thể thơ waka); kịch nghệ (các bài ballad hay dao khúc kịch Nō); thậm chí nhiều loại hình nghệ thuật từ nghệ thuật ứng dụng (tranh thủy mạc, tranh cuộn) đến nghệ thuật bài trí vườn cảnh, đều tìm thấy trong Genji cội nguồn của cảm hứng cái đẹp.

## Bản dịch
Đầu thế kỷ 20, nhiều nhà văn, dịch giả Nhật Bản đã cố công dịch Truyện kể Genji từ tiếng Nhật cổ ra kim văn, trong đó có bản của văn hào Tanizaki Jun'ichirō và nữ sĩ Setouchi Jakuchō. Bản thông dụng nhất có lẽ là bản khổ bỏ túi của nhà xuất bản Kōdansha năm 1978 gồm 7 cuốn, tổng cộng 3500 trang khổ A6 với cỡ chữ rất nhỏ, do Giáo sư Imaizumi Tadayoshi (1910-1976) dịch toàn văn.
Truyện kể Genji cũng được dịch ra nhiều thứ tiếng trên thế giới nhờ nỗ lực của các dịch giả như Arthur Waley (Anh), Edward Seidensticker (Mỹ), René Sieffert (Pháp) v.v. Bản dịch tiếng Anh Truyện kể Genji chủ yếu dựa vào văn bản trong loạt truyện Nikon koten bungaku taikei gồm các tác phẩm cổ điển Nhật Bản do Iwanami Tokuhei xuất bản. Người biên tập là giáo sư Yamajishi Tokuhei đã sử dụng một bản thảo chép tay thời Muromachi trong Aobyoshi (sách xanh) xuất phát từ công trình của Fujiwara Teika, nhà thơ và học giả lớn thế kỷ thứ 12 và đầu thế kỷ 13. Hai văn bản khác cũng được tham khảo đều đặn cho bản dịch tiếng Anh là Genji monogatari Hyoshaku của giáo sư Tamagami Takuya và bản văn Shogakkan mà chỉ hai phần ba đã được xuất bản. Cả hai bản tham khảo này đều dựa trên bản thảo chép tay Aobyoshi. Ba bản dịch ra tiếng Nhật hiện đại của nữ thi sĩ Yosano Akiko và nhà văn Tanizaki Jun'ichiro, Enji Fumiko cũng được tham khảo từng phần.
Bản dịch tiếng Việt Truyện kể Genji của Murasaki Shikibu do Nhà xuất bản Khoa học Xã hội in vào năm 1991 tại Hà Nội. Đây là bản dịch không đề tên dịch giả và được dịch lại từ bản tiếng Anh. Chịu trách nhiệm xuất bản: Nguyễn Đức Diệu; biên tập: Nguyễn Cừ; vẽ bìa: Minh Phương. Trong bản Việt văn có lời giới thiệu được dịch từ lời giới thiệu trong dịch phẩm tiếng Anh do Edward Seidensticker viết vào tháng 1 năm 1976.

## Bản thảo và minh họa
Bản thảo gốc Truyện kể Genji do Murasaki Shikibu viết không còn được lưu lại cho đến ngày nay, chỉ còn khoảng 300 bản sao của bản thảo gốc nhưng giữa các bản sao này cũng có những điểm khác biệt. Vào thế kỷ 13, hai học giả Minamoto no Chikayuki và Fujiwara Teika đã có những nỗ lực trong việc duyệt lại các điểm khác biệt giữa những bản sao để biên tập lại chúng sao cho gần với bản thảo gốc nhất. Các bản thảo do Chikayuki sửa lại từ năm 1236 đến 1255 được goi là Kawachibon (河内本), các bản thảo do Teika sửa lại được gọi là Aobyōshibon (青表紙本), các bản thảo không thuộc một trong hai dạng trên được phân vào loại Beppon (別本). Trong số này, các aobyōshibon của Teika được cho là gần với bản gốc hơn cả, cả hai loại bản thảo do Teika và Chikayuki biên tập sau này thường được dùng cho những bản sao mới của Truyện kể Genji. Vào ngày 10 tháng 3 năm 2008, người ta đã tìm thấy ở Kyōto một bản sao của Truyện kể Genji có từ cuối thời Kamakura (1192–1333), bản sao này là chương 6 ("Suetsumuhana") của tác phẩm có độ dài 65 trang và không hề chịu ảnh hưởng của các aobyōshibon do Teika chỉnh sửa. Phát hiện này được đánh giá cao vì chúng chứng tỏ vào giai đoạn Kamakura vẫn có những bản sao không do Teika chỉnh sửa được sử dụng.
Vào thế kỷ 12, các nhà quý tộc Nhật Bản đã đặt những nghệ sĩ cung đình ở Kyoto làm 12 cuộn Truyện kể Genji có kèm tranh minh họa. Sau khi hoàn thành, bộ tranh minh họa xuất sắc này được coi là kiệt tác của hội họa Nhật Bản và là tác phẩm tiêu biểu nhất của phong cách vẽ yamato-e. Cho đến nay chỉ còn vài phần trong số các cuộn truyện này còn được lưu lại tại Bảo tàng Mỹ thuật Tokugawa (các cuộn tranh của gia đình Tokugawa Owari) và Bảo tàng Gotoh (các cuộn tranh của gia đình Hachisuka). Đây được coi là những bức hình minh họa sớm nhất về Truyện kể Genji còn được lưu giữ đến ngày nay, chúng được coi là Bảo vật quốc gia của Nhật Bản.
| Bảo tàng Tokugawa |  |  |  |
|                   |  |  |  |
| Bảo tàng Gotoh    |  |  |  |
|                   |  |  |  |

Ngoài các bức tranh theo phong cách yamato-e, tác phẩm Truyện kể Genji còn là nguồn cảm hứng minh họa cho nhiều họa sĩ khác, trong đó có bộ tranh khắc gỗ của họa sĩ Yamamoto Harumasa (1610-1682). 227 bức minh họa được Yamamoto hoàn thành vào năm 1650. Tuy chịu ảnh hưởng của bộ tranh minh họa Truyện kể Ise (伊勢物語 Ise monogatari) ra đời trước đó vài chục năm nhưng tác phẩm của Yamamoto vẫn được đánh giá cao vì sự tinh tế của các chi tiết khắc vượt trội so với những bộ tranh minh họa ra đời trước đó.
|  |  |  |  |

## Chuyển thể
Truyện kể Genji đã nhiều lần được chuyển thể thành tác phẩm điện ảnh. Đáng chú ý là hai bộ phim do đạo diễn Yoshimura Kōzaburō thực hiện năm 1951 và đạo diễn Ichikawa Kon thực hiện năm 1966. Năm 1987 đạo diễn Sugii Gisaburo đã làm một bộ phim hoạt hình dựa trên 12 chương đầu của tác phẩm.